# Krasyliv
Krasyliv (em ucraniano:   Красилів; em russo:   Красилов) é uma cidade da Ucrânia, situada no Oblast de  Khmelnytski. Tem 28 km² de área e sua população em 2020 foi estimada em 18.754 habitantes.